# Géza Szőcs
Géza Szőcs (Târgu Mureș, 21 de agosto de 1953 – Budapeste, 5 de novembro de 2020) foi um poeta e político húngaro. Era da Transilvânia, Romênia. Foi Secretário de Estado de Cultura do Ministério de Recursos Nacionais da Hungria de 2 de junho de 2010 a 13 de junho de 2012.
Szőcs foi infectado durante a pandemia de COVID-19 na Hungria em outubro de 2020. Foi internado em Budapeste e morreu da doença em 5 de novembro de 2020, aos 67 anos.